# ميشين بيند (تكساس)
ميشين بيند (بالإنجليزية: Mission Bend CDP, Texas)‏ هي منطقة سكنية تقع بولاية تكساس في الولايات المتحدة. تبلغ مساحتها 12.7 كم2، وترتفع عن سطح البحر 29 م، بلغ عدد سكانها 36,501 نسمة في عام 2010 حسب إحصاء مكتب تعداد الولايات المتحدة وتصل الكثافة السكانية فيها 2,874.1 نسمة لكل كيلومتر مربع (7,443.9/ميل2).

## التركيبة السكانية
حدّد مكتب تعداد الولايات المتحدة بيانات التركيبة السكانية لميشين بيند في تعداد الولايات المتحدة. في ما يلي، التركيبة السكانية حسب تعدادي 2000 و2010.

### تعداد عام 2000
بلغ عدد سكان ميشين بيند 30,831 نسمة بحسب تعداد عام 2000، وبلغ عدد الأسر 8,978 أسرة وعدد العائلات 7,861 عائلة مقيمة في المنطقة السكنية. في حين سجلت الكثافة السكانية 2,427.6 نسمة لكل كيلومتر مربع (6,287.5/ميل2). وبلغ عدد الوحدات السكنية 9,202 وحدة بمتوسط كثافة قدره 724.6 لكل كيلومتر مربع (1,876.7/ميل2).
وتوزع التركيب العرقي للمنطقة السكنية بنسبة 46.32% من البيض و21.50% من الأمريكيين الأفارقة و0.31% من الأمريكيين الأصليين و16.96% من الأمريكيين ذوي الأصول الآسيوية و0.08% من سكان جزر المحيط الهادئ و10.63% من الأعراق الأخرى و4.20% من عرقين مختلطين أو أكثر و27.06% من الهسبانيون أو اللاتينيون من أي عرق.
بلغ عدد الأسر 8,978 أسرة كانت نسبة 59.6% منها لديها أطفال تحت سن الثامنة عشر تعيش معهم، وبلغت نسبة الأزواج القاطنين مع بعضهم البعض 70.5% من أصل المجموع الكلي للأسر، ونسبة 12.5% من الأسر كان لديها معيلات من الإناث دون وجود شريك، بينما كانت نسبة 4.6% من الأسر لديها معيلون من الذكور دون وجود شريكة وكانت نسبة 12.4% من غير العائلات. تألفت نسبة 9.5% من أصل جميع الأسر من عدة أفراد يعيشون في نفس المنزل ونسبة 1.1% كانت تتألف من شخص يعيش بمفرده يبلغ من العمر 65 عاماً أو أكثر. وبلغ متوسط حجم الأسرة المعيشية 3.43، أما متوسط حجم العائلات فبلغ 3.67.
بلغ العمر الوسطي للسكان 31.9 عاماً. وكانت نسبة 33.7% من القاطنين تحت سن الثامنة عشر، وكانت نسبة 8.1% بين الثامنة عشر والرابعة والعشرين عاماً، ونسبة 32.9% كانت واقعةً في الفئة العمرية ما بين الخامسة والعشرين والرابعة والأربعين عاماً، ونسبة 21.4% كانت ما بين الخامسة والأربعين والرابعة والستين، ونسبة 3.8% كانت ضمن فئة الخامسة والستين عاماً فما فوق. يوجد لكل 100 أنثى 97.2 ذكر، ويوجد لكل 100 أنثى في الثامنة عشر من عمرها فما فوق 92.3 ذكر.
بلغ متوسط دخل الأسرة في المنطقة السكنية 60,222 دولارًا، أما متوسط دخل العائلة فبلغ 60,999 دولارًا. وكان متوسط دخل الذكور 39,323 دولارًا مقابل 31,119 دولارًا للإناث. وسجل دخل الفرد الخاص بالمنطقة السكنية 20,029 دولارًا. وكانت نسبة 4.5% من العائلات ونسبة 5.7% من السكان تحت خط الفقر، وكان من هؤلاء نسبة 7.5% تحت سن الثامنة عشر ونسبة 8.9% في الخامسة والستين من العمر وما فوق.

### تعداد عام 2010
بلغ عدد سكان ميشين بيند 36,501 نسمة بحسب تعداد عام 2010، وبلغ عدد الأسر 10,395 أسرة وعدد العائلات 8,915 عائلة مقيمة في المنطقة السكنية. في حين سجلت الكثافة السكانية 2,874.1 نسمة لكل كيلومتر مربع (7,443.9/ميل2). وبلغ عدد الوحدات السكنية 10,869 وحدة بمتوسط كثافة قدره 855.8 لكل كيلومتر مربع (2,216.5/ميل2).
وتوزع التركيب العرقي للمنطقة السكنية بنسبة 36.07% من البيض و29.73% من الأمريكيين الأفارقة و0.46% من الأمريكيين الأصليين و15.25% من الأمريكيين ذوي الأصول الآسيوية و0.04% من سكان جزر المحيط الهادئ و14.66% من الأعراق الأخرى و3.80% من عرقين مختلطين أو أكثر و40.32% من الهسبانيون أو اللاتينيون من أي عرق.
بلغ عدد الأسر 10,395 أسرة كانت نسبة 52.6% منها لديها أطفال تحت سن الثامنة عشر تعيش معهم، وبلغت نسبة الأزواج القاطنين مع بعضهم البعض 61.6% من أصل المجموع الكلي للأسر، ونسبة 18.4% من الأسر كان لديها معيلات من الإناث دون وجود شريك، بينما كانت نسبة 5.7% من الأسر لديها معيلون من الذكور دون وجود شريكة وكانت نسبة 14.2% من غير العائلات. تألفت نسبة 10.8% من أصل جميع الأسر من عدة أفراد يعيشون في نفس المنزل ونسبة 2.1% كانت تتألف من شخص يعيش بمفرده يبلغ من العمر 65 عاماً أو أكثر. وبلغ متوسط حجم الأسرة المعيشية 3.51، أما متوسط حجم العائلات فبلغ 3.77.
بلغ العمر الوسطي للسكان 32.9 عاماً. وكانت نسبة 30.5% من القاطنين تحت سن الثامنة عشر، وكانت نسبة 10.2% بين الثامنة عشر والرابعة والعشرين عاماً، ونسبة 27.1% كانت واقعةً في الفئة العمرية ما بين الخامسة والعشرين والرابعة والأربعين عاماً، ونسبة 26.3% كانت ما بين الخامسة والأربعين والرابعة والستين، ونسبة 6% كانت ضمن فئة الخامسة والستين عاماً فما فوق. وتوزع التركيب الجنسي للسكان بنسبة 48.7% ذكور و51.3% إناث.